# 想見你的理由 / Dream After Dream ～夢醒之夢～
「想見你的理由 / Dream After Dream ～夢醒之夢～」（逢いたい理由 / Dream After Dream 〜夢から醒めた夢〜）是日本的音乐团体AAA的第24张单曲。2010年5月5日由avex trax发售。

## 概要
- 「想見你的理由 / Dream After Dream ～夢醒之夢～」是小室哲哉復出後的首張作品，亦是繼2008年「MUSIC!!! / ZERØ」後第六張2A單曲。
- 「想見你的理由」是日本電視台節目「二匹目のどじょう」片尾曲
- 此單曲有3個版本，分別有「想見你的理由 ver.」、「Dream After Dream ～夢醒之夢～ ver.」和「CD ONLY」。各版本收錄不同的Music Clip。
- 在5月17日於公信榜单曲週排行榜取得第1位，成為AAA出道以來第2張公信榜每周銷量排名第一的單曲。
- 在第52屆日本唱片大獎獲得「優秀作品獎」，同年年末在第61回NHK紅白歌合戰演唱其歌曲「想見你的理由」。

## 收录内容

### CD+DVD（想見你的理由 Ver.）
CD
1. 想見你的理由
（作詞：Kyasu Morizuki　作曲：小室哲哉　Rap詞：日高光啓　編曲：齋藤真也）
2. Dream After Dream ～夢醒之夢～
（作詞：Kenn Kato　作曲：小室哲哉　Rap詞：日高光啓　編曲：齋藤真也）
3. 想見你的理由（Instrumental）
4. Dream After Dream ～夢醒之夢～（Instrumental）

DVD
1. 想見你的理由(Music Clip)

### CD+DVD（Dream After Dream ～夢醒之夢～ Ver.）
CD
1. Dream After Dream ～夢醒之夢～
2. 想見你的理由
3. Dream After Dream ～夢醒之夢～（Instrumental）
4. 想見你的理由（Instrumental）

DVD
1. Dream After Dream ～夢醒之夢～(Music Clip)

### CD ONLY
1. Dream After Dream ～夢醒之夢～
2. 想見你的理由
3. Dream After Dream ～夢醒之夢～ AfteR the NighT Mix
4. 想見你的理由 P-RhythM WalK Mix
5. Dream After Dream ～夢醒之夢～（Instrumental）
6. 想見你的理由（Instrumental）